# Ermida de São Roque
A Ermida de São Roque é uma ermida portuguesa localizada na ilha Terceira à cidade de Angra do Heroísmo e fez parte da Diocese de Angra do Heroísmo.
Esta antiga ermida foi demolida para dar lugar à Igreja de Nossa Senhora do Livramento (Angra do Heroísmo), junto da qual se construiu o convento e uma nova e pequena ermida, ambas foram construídas e mantidas pelo seu administrador Paulo de Oliveira com somas recolhidas para aquele fim.
Em 1610 tiveram início as obras no terreno que pertencia ao Sargento-Mor Gaspar de Freitas da Costa, de quem o herdou sua sobrinha Maria Rebela, que casou com o célebre Capitão Roque de Figueiredo, um dos mais intrépidos combatentes pela causa da Restauração da independência nacional na ilha Terceira.
Como é que Paulo de Oliveira foi construir a ermida num prédio que não lhe pertencia? Talvez isto não deixe de causar uma certa estranheza, mas ela dissipa-se com a informação de que o Sargento-mor o ofereceu para nele serem sepultados os mortos vítimas da peste que grassou nesta ilha desde Abril de 1599 a Janeiro de 1600.
Em virtude desta doença, e como era muito elevado o número de pessoas que ocorriam ao lugar onde eram sepultados os seus parentes, tomou-se necessário construir uma Casa dos Romeiros e uma ermida para as funções religiosas. Foi precisamente a ermida de São Roque.
José Joaquim Pinheiro em 1891 informa:
«Juntando-se para esta obra muito dinheiro de esmolas, Paulo de Oliveira, seu depositário, ali fundou nos anos de 1610, uma ermida dedicada a São Roque, a qual entrou depois na edificação da igreja e convento dos Religiosos Capuchos; e bem assim a Casa dos Romeiros, que ainda se conservou, tal qual tinha sido, até aos nossos dias, sendo seu proprietário o falecido João Maria de Bettencourt Lemos».

(…) «Por não querer Nicolau de Freitas Figueiredo, ceder ao convento os cinco alqueires de terreno, onde existia a Casa dos Romeiros, e se tinha feito o cemitério para os empestados, ficou a mesma casa e terreno, sendo propriedade particular, por sentença de 30 de Junho de 1635, do Deão da Sé Catedral de Angra do Heroísmo, Pedro Gomes Terra.»
Esta ermida que era de pequena, foi doada pelo capitão Roque de Figueiredo e sua esposa D. Maria Rebela, bem como o terreno, para se construir o Convento de Santo António dos Capuchos (Angra do Heroísmo), tendo o respectivo padroado sido cedido por aquele ao seu íntimo amigo Capitão João de Ávila, que o aceitou com a condição de lhe ficar a ele, sua mulher e descendentes, lugar e jazigo na Capela-mor.
Francisco Ferreira Drumond referência-se esta ermida e tece-lhe várias considerações à volta do terreno onde ele se encontrava e dos respectivos proprietários. E descreve ainda as intricadas peripécias por que passaram os bens vinculados de Maria Rebela, os quais mais tarde entraram na posse da Coroa de Portugal e foram readquiridos pelo capitão João Teixeira da Costa tirando-os do confisco.
Com ainda mencionar que antes desta Ermida de São Roque, foi levantada uma pequena e tosca Capela pelos Frades Franciscanos Pedro dos Santos e Jorge de Saphara, que nela celebravam missa pelas vitimas da peste que grassou nesta ilha em 1599.
Esta epidemia causou uma quse hecatombe com os mais de 7.000 mortos que causou numa ilha de na altura era ainda pouco povoada.